# Strafschule
Die Strafschule war eine gesonderte Schule in Hamburg, in die Kinder eingewiesen wurden, die mit normalen Schulstrafen nicht zu disziplinieren waren. Sie existierte von 1833 bis 1906.

## Geschichte

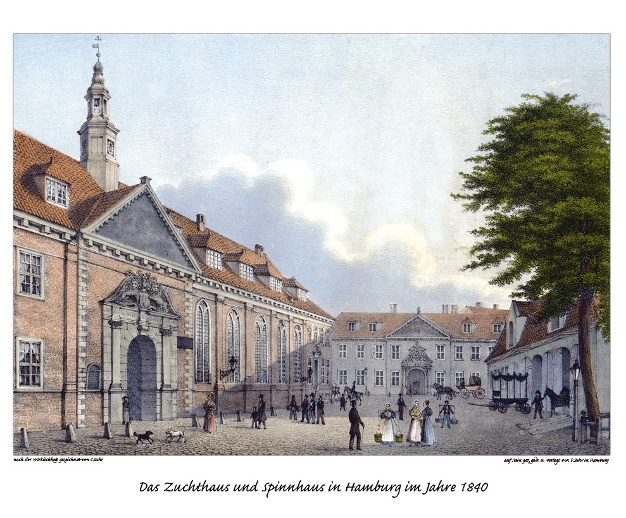
Werk- und Zuchthaus am Alstertor

Vor der Einrichtung der Strafschule wurden in Hamburg grob ungehorsame Schüler und Schulschwänzer, bei denen übliche Schulstrafen nicht wirkten, den öffentlichen Strafverfolgungsbehörden übergeben. Ab 1828 bestand die Strafklasse des Werk- und Armenhauses, sie war im Gegensatz zur später folgenden Strafschule organisatorisch den Strafanstalten zugeordnet. Auch räumlich war sie mit dem Zuchthaus und dem Arbeitshaus am Alstertor verbunden.
Auf Anregung des Senators Martin Hieronymus Hudtwalcker wurde die Strafschule als neuartige Institution 1833 eingerichtet. Die Einweisung in die Strafschule sollte zwischen Schul- und Polizeistrafen angesiedelt sein und war gedacht für „Kinder, bei denen die gewöhnlichen Disciplinarstrafen der Schule nicht mehr fruchten, und die gleichwohl noch kein so erhebliches Vergehen verübt haben,[...] daß ihre Überweisung an die Strafgewalt des Staates nothwendig wäre“. Für solche Kinder war nach Hudtwalckers Ansicht eine Polizeistrafe ungeeignet und sittlich gefährdend, da sie dadurch abgestumpft würden, Gelegenheit zu schlechten Bekanntschaften hätten und in die Nähe von Verbrechern kämen. Angeschlossen war die Strafschule an der Hamburger Armenschule.
Zunächst war die Strafschule in der Steinstraße angesiedelt, ab 1836 am Kirchhof der St.-Petri-Kirche. 1842 wurde sie beim großen Brand von Hamburg zerstört und war bis zum Bezug eines Neubaus in der heutigen Bülaustraße im Jahr 1859 an wechselnden Orten zu finden. Im Jahr 1857 wurde sie zu einer Arrestschule, in der die Kinder auch über Nacht zu bleiben hatten. Spätestens ab dann war die Strafschule einem Gefängnis ähnlicher als einer Schule.
Nach Errichtung der Allgemeinen Volksschule in Hamburg wurde auch die Strafschule in das öffentliche Schulwesen übernommen. Jedoch wurden immer weniger Kinder in die Strafschule eingewiesen; 1891 betrug die Schülerzahl noch 333, im Jahr 1905 gab es nur noch einen einzigen Schüler in der Strafschule. Nach jahrelangen Protesten aus der Lehrerschaft, vor allem von Pädagogen, die der aufkommenden Reformpädagogik zugeneigt waren, wurde die im Reichsgebiet einmalige Institution schließlich 1906 abgeschafft, die Strafschule geschlossen.

## Überweisung in die Strafschule
Die Überweisung in die Strafschule geschah aufgrund Beschlusses des Schulkonvents; in regelmäßigen Abständen wurde entschieden. Im Gegensatz zur Strafklasse des Werk- und Armenhauses, die längerfristige Strafen verfolgen sollte, wurden die Kinder zunächst für etwa sechs Wochen eingewiesen, im Wiederholungsfall länger. Armen Eltern eingewiesener Kinder konnte die Unterstützung in der Zeit der Verweisung ihrer Kinder gekürzt werden. Später hatten sie ein Einspruchsrecht gegen die Unterbringung. Bei mehrmaligem unentschuldigtem Fehlen wurden die Kinder den Polizeibehörden zur Einweisung in die Strafklasse des Werk- und Armenhauses übergeben.
Die Strafschule war als Milderung für weniger schwere Fälle gedacht gewesen; dennoch wurde auch nach ihrer Einrichtung ein großer Teil der zu bestrafenden Schüler aufgrund bloßen Schuleschwänzens in die strengere Strafklasse des Werk- und Armenhauses eingewiesen.

## Zuchtmaßnahmen, Verpflegung und Unterricht
Der Arrest war in der ersten Zeit des Bestehens der Strafschule auf tagsüber zwischen acht Uhr morgens und acht Uhr abends beschränkt; sonn- und feiertags zwischen elf Uhr vormittags und drei Uhr nachmittags – im Gegensatz zur Strafklasse mit durchgehender Unterbringung. In der Strafschule ohne Entschuldigung absent gewesene Kinder konnten über Nacht eingeschlossen werden. Ab 1857 wurde die Strafschule zu einem Gefängnis, aus dem die Kinder auch über Nacht nicht entlassen wurden.
Die eingewiesenen Kinder hatten eine spezielle Anstaltskleidung zu tragen und zu arbeiten, dabei handelte es sich in der Regel um Bearbeiten von Wolle oder Tauwerk. Während des Aufenthaltes in der Strafschule bestand ein strenges Schweigegebot; bei Übertretung dieses Gebots war körperliche Züchtigung zu erwarten.
Zum Mittagessen gab es Rumfordsuppe, ansonsten bestand die Verpflegung aus Brot und Wasser.
Der Unterricht an der Strafschule wurde am Vormittag und am Nachmittag erteilt; es wurden beide Male etwa zwei bis drei Unterrichtsstunden gegeben. Die Altersheterogenität der Eingewiesenen und die Unterbringungsdauer von wenigen Wochen machte jedoch einen zielgerichteten Unterricht unmöglich.